# Välsignelse

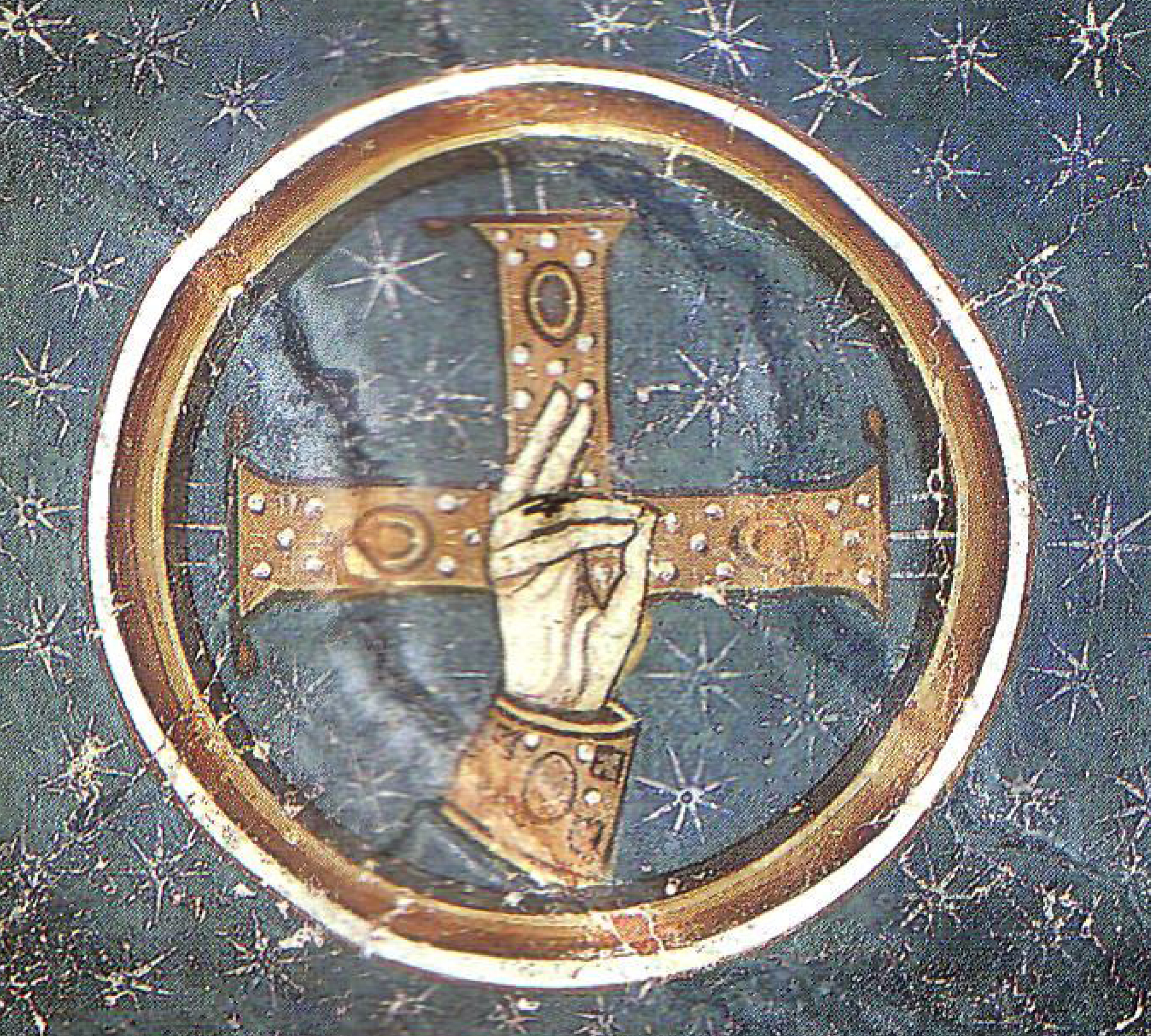
Fingrar höjda till välsignelse på kristet vis.

En välsignelse är en formel uttalad över någon eller något för att förmedla välgång och lycka och motsatsen till förbannelse.
I Gamla testamentet framställs välsignelsen som något konkret, som i patriarkberättelserna i 1 Mos. överlämnas från far till son och som tryggar släktens fortbestånd. En särskild välsignelse ingick i tempelritualen i Jerusalem, den så kallade aronitiska välsignelsen. I synagogan uttalas välsignelsen av de närvarande män som är av prästerlig släkt. Allmänt kan annars sägas att en stor del av den judiska gudstjänsten består av välsignelser, eller tacksägelser, över vad Gud har skapat.
I kristen gudstjänst är det vanligt att avsluta med en välsignelse. En vanlig är den Apostoliska välsignelsen från Andra Korinthierbrevet 13:13: Vår Herres Jesu Kristi nåd, Guds kärlek och den Helige Andes delaktighet vare med er alla. Särskilt i mera traditionella samhällen, till exempel bland judar eller kristna, har det varit vanligt att uttala välsignelser i olika vardagliga situationer, till exempel i bruket att be Gud välsigna maten. Detta sistnämnda är också ett exempel på att välsignelse kan riktas mot annat än människor; att helga olika föremål med välsignelse är brukligt i romersk-katolska kyrkan men förekommer även i Svenska kyrkan, till exempel vid kyrkoinvigning.

## I Svenska kyrkan
I Svenska kyrkan används som regel den Aronitiska välsignelsen från Fjärde Mosebok 6:24-26:
Herren välsigne Dig och bevare Dig.
Herren låte sitt ansikte lysa över Dig och vare Dig nådig.
Herren vände sitt ansikte till Dig och give Dig frid.
I Faderns och Sonens och den Helige Andes namn. Amen.